# 上川口車站
上川口車站（日语：／ Kamikawaguchi eki */?）是由西日本旅客鐵道（JR西日本）所經營的鐵路車站，位於日本京都府福知山市，為山陰本線沿線的無人車站。本站位於近畿統括本部的管轄範圍。

## 車站結構
本站為側式月台1面1線與島式月台1面2線，合計2面3線的地面車站。站房位於側式的1號月台側，島式的2號與3號月台以跨線天橋連絡。

### 月台配置
| 月台 | 路線     | 方向 | 目的地                 |
| ---- | -------- | ---- | ---------------------- |
| 1    | 山陰本線 | 上行 | 福知山、京都、大阪方向 |
| 2、3 | 山陰本線 | 下行 | 和田山、豐岡方向       |

## 使用情況
1日平均上車人次如下表。
| 年度   | 1日平均上車人次 |
| ------ | --------------- |
| 1999年 | 134             |
| 2000年 | 134             |
| 2001年 | 118             |
| 2002年 | 104             |
| 2003年 | 99              |
| 2004年 | 90              |
| 2005年 | 96              |
| 2006年 | 93              |
| 2007年 | 90              |
| 2008年 | 88              |
| 2009年 | 77              |
| 2010年 | 74              |
| 2011年 | 71              |
| 2012年 | 63              |
| 2013年 | 60              |
| 2014年 | 44              |
| 2015年 | 41              |
| 2016年 | 45              |

## 歷史
- 1911年（明治44年）10月25日：伴隨日本國有鐵道播但線在福知山－和田山之間的支線通車而一同啟用，開始提供客運與貨運服務。
- 1912年（明治45年）3月1日：鐵路路線改名，原本播但線在福知山－和田山－香住間的路段改編入山陰本線，因此本站也隨之成為山陰本線沿線車站之一。
- 1963年（昭和38年）3月1日：停辦貨運服務。
- 1987年（昭和62年）4月1日：國鐵分割民營化，本站的經營管理改由JR西日本承接。

## 相鄰車站
西日本旅客鐵道
 山陰本線
■快速、■普通
福知山－上川口－下夜久野

## 外部連結
- 上川口｜車站資訊：JR出門網 - 西日本旅客鐵道